# Катрін Лоо
Катрін Лоо ((ест. Katrin Loo; нар. 2 січня 1991, Таллінн, Естонія) — естонська футболістка, нападниця. Виступала за жіночу збірну Естонії.

## Клубна кар'єра
Футбольну кар'єру розпочала в «Флорі» (Таллінн) з Мейстерліги. У 2011 році перейшла до «Дейтон Флаєрс» з National Collegiate Athletic Association. Згодом переїхала до Фінляндії, де виступала за клуби вищого дивізіону «НайсФутіс» та «Мерілаппі Юнайтед».

## Кар'єра в збірній
у 2009 році провела 5 матчів за молодіжну збірну Естонії (WU-19).
У футболці національної збірної Естонії дебютувала 26 травня 2007 року в товариському матчі проти Латвії в Шяуляї. 14 червня 2019 року провела свій 100-й міжнародний матч на Кубку Балтії проти Латвії. Відзначилася єдиним голом за національну команду у кваліфікації до чемпіонату Європи 2022 року.
| Змагання              | Раунд        | Дата       | Місце    | Суперник           | Голи | Результат | Загалом |
| --------------------- | ------------ | ---------- | -------- | ------------------ | ---- | --------- | ------- |
| чемпіонат Європи 2013 | кваліфікація | 2011–10–26 | Сенець   | Словаччина         | 1    | 1–3       | 1       |
| чемпіонат світу 2015  | кваліфікація | 2013–09–20 | Таллінн  | Італія             | 1    | 1–5       | 3       |
| чемпіонат світу 2015  | кваліфікація | 2013–10–30 | Струмиця | Північна Македонія | 1    | 2–0       | 3       |
| чемпіонат світу 2015  | кваліфікація | 2014–06–15 | Струмиця | Північна Македонія | 1    | 1–1       | 3       |

## Досягнення

### Клубні
«Флора» (Таллінн)
- Чемпіонат Естонії
  -  Чемпіон (1): 2018

- Кубок Естонії
  -  Володар (2): 2007, 2008, 2018, 2019

- Суперкубок Естонії
  -  Володар (1): 2019

### Індивідуальні
- Найкраща бомбардирка Мейстерліги (2): 2007 (30 голів), 2018 (29 голів)